# Gloster E.28/39
El Gloster E.28/39 (también conocido como Gloster Whittle, Gloster Pioneer o Gloster G.40) fue el primer avión de reacción en volar en el Reino Unido. Desarrollado para probar la nueva turbina de gas de Frank Whittle, los resultados de las pruebas influenciaron el desarrollo del avión de combate Gloster Meteor.

## Diseño y desarrollo

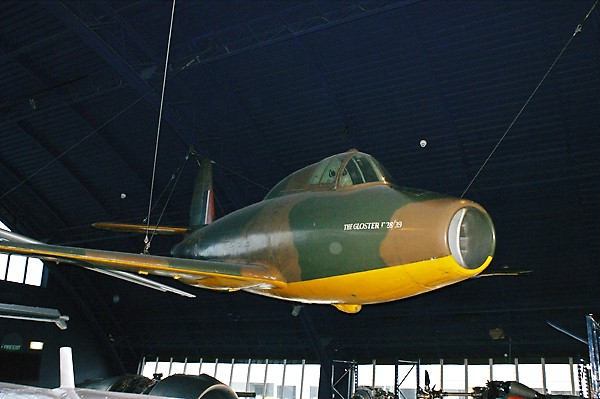
Gloster E.28/39 de Sir Frank Whittle, en el Museo de la Ciencia de South Kensington, 11/08.

La turbina de gas W.1, diseñada por Frank Whittle y construida por Power Jets Ltd bajo contrato del Ministerio del Aire concedido en marzo de 1938, necesitaba una célula de experimentación real, por lo que el 3 de febrero de 1940 se remitió a Gloster la especificación oficial E.28/39, requiriendo un diseño de caza con el peso y el espacio necesarios para instalar cuatro ametralladoras Browning de 7,7 mm y la proyectada planta motriz, aunque el armamento no sería instalado en el avión experimental. El contrato cubría la construcción y desarrollo de dos ejemplares del Gloster E.28/39, con tren de aterrizaje triciclo escamoteable y aterrizador delantero totalmente orientable. Las siglas E.28/39 designaba la vigésimo octava especificación experimental (E) realizada por el Ministerio del Aire en 1939.
Trabajando conjuntamente con Whittle, el diseñador jefe de Gloster, George Carter, diseñó un avión de configuración convencional y alas pequeñas. La entrada de aire del reactor se situaba en el morro y el timón y elevadores se montaban en la parte superior para evitar el chorro de gases.

## Pruebas

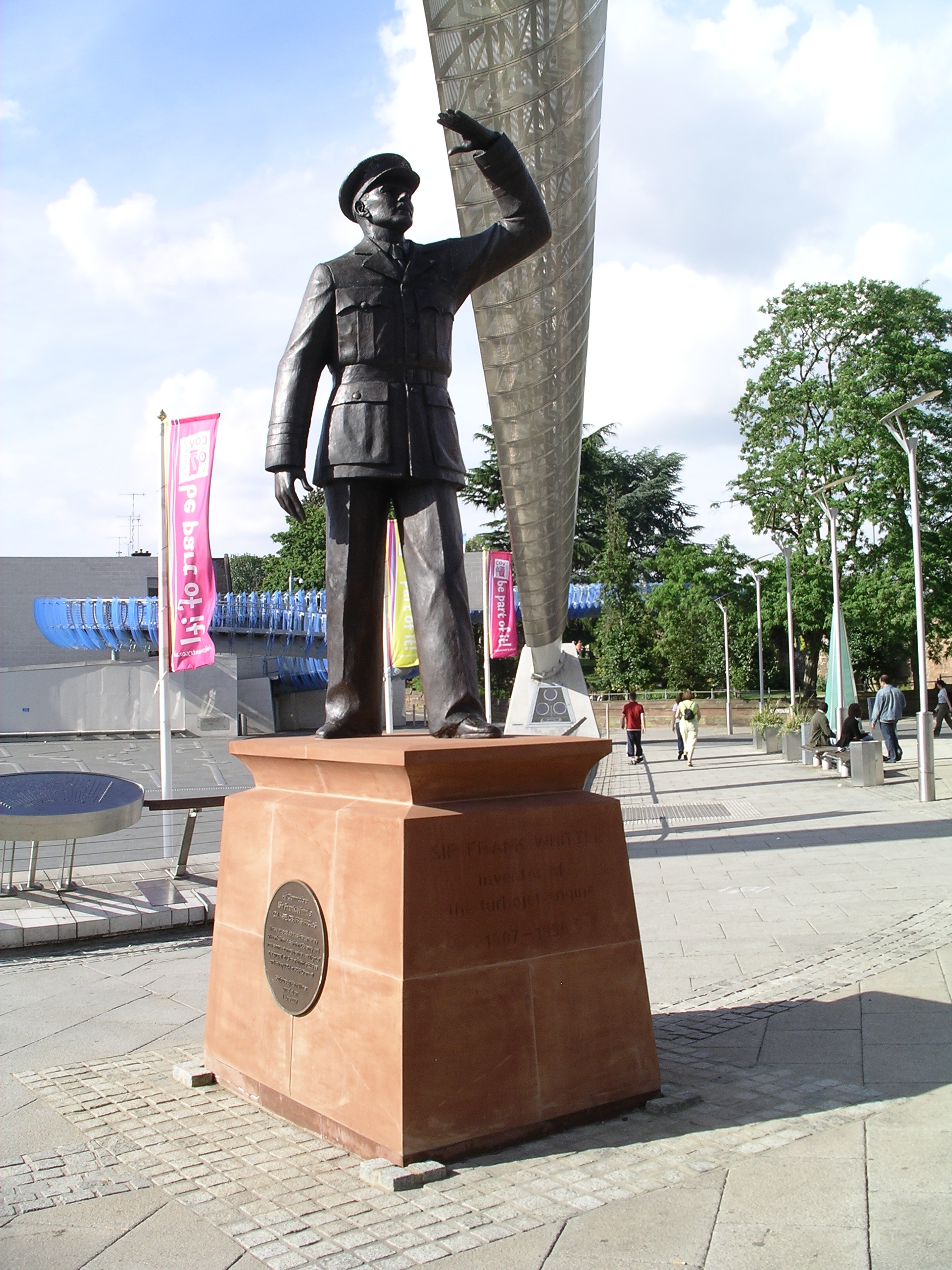
Fotografía de la estatua de Frank Whittle en Coventry, Inglaterra. Fue inaugurada el 1 de junio de 2007.

En el plazo justo de un año, el primer prototipo estuvo listo para efectuar pruebas de rodaje, llevadas a cabo en el aeródromo de Gloster en Hucclecote por el piloto jefe de pruebas P. E. G.Sayer el 7 de abril de 1941, utilizando la turbina de gas W.1 de Power Jets Ltd sin capacidad de vuelo. Al día siguiente el avión hizo algunos breves "saltos", después de los cuales se le instaló un nuevo aterrizador delantero antes de ser desmontado y trasladado por carretera a la base de Crawell para efectuar desde allí sus vuelos de prueba, gracias a que la mayor longitud de la pista principal de este aeródromo permitía una serie de ventajas. De hecho el E.28/39 despegaría en solo 550 m, con el empuje de 390 kg suministrado por su motor Power Jets W.1 instalado para los primeros vuelos de prueba, convirtiéndose así en el primer avión de reacción británico.
El 15 de marzo, el piloto de pruebas de Gloster, Gerry Sayer, voló por primera vez en la base RAF Cranwell, cerca de Sleaford en Lincolnshire. El vuelo duró 17 minutos y fue un completo éxito. En los trece días siguientes el total de horas de vuelo se elevaría a diez.
Una nueva serie de pruebas comenzó el 4 de febrero de 1942 en Edhill , Warwickshire, pero aparecieron problemas con el motor y el avión resultó ligeramente dañado. Pilotos del Royal Aircraft Establishment (RAE) de Farnborough volaron asimismo en el avión y durante una de esas pruebas, el 30 de julio, el prototipo, ahora propulsado por un nuevo motor Rover W.2B de 629 kg de empuje, se trabaron los alerones y el avión entró en barrena invertida; el jefe de escuadrón Davie consiguió lanzarse en paracaídas a 10.060 m de altura, pero el E.28/39 quedó completamente destrozado.
El segundo prototipo, con número de serie W4046, se unió al programa de pruebas el 1 de marzo de 1943, había sido entretanto remotorizado con un motor Powers Jets W.2/500 de 771 kg de empuje y las pruebas continuaron, terminando en una serie de vuelos en el RAE para obtención de datos aerodinámicos. Por entonces ya había sido instalado un nuevo motor Powers Jets W.2/500 mejorado, proporcionando 798 kg de empuje. Al final de su intenso programa de pruebas el avión fue colocado en el Museo de la Ciencia de South Kensingtong para su exhibición.
La experiencia con el E.28/39 allanó el camino para el desarrollo del caza birreactor Gloster Meteor.

## Supervivientes

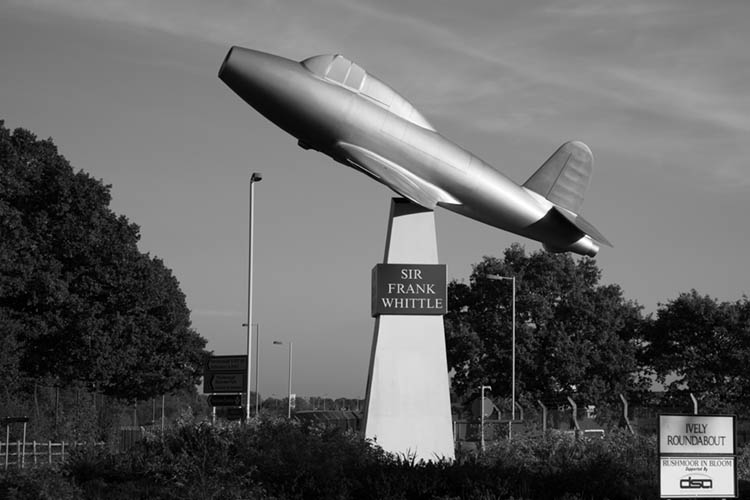
Réplica del Gloster E.28/39 en el aeródromo de Farnborough.

En 1946, el segundo prototipo (número de serie W4041) fue enviado al Museo de la Ciencia de South Kensington para su exhibición, donde aún permanece. 
Una reproducción a escala real se muestra en un obelisco cerca del aeródromo de Farnborough en Hampshire como homenaje a Frank Whittle. Un modelo similar se encuentra en el medio de una rotonda en Lutterworth (Leicestershire) donde el motor del avión fue fabricado.

## Especificaciones técnicas (Gloster E.28/39 2º prototipo)

### Características generales
- Tripulación: 1
- Longitud: 7,7 m (25,3 ft)
- Envergadura: 8,8 m (29 ft)
- Altura: 2,8 m (9,3 ft)
- Superficie alar: 13,6 m² (146,5 ft²)
- Peso vacío: 1309 kg (2885 lb)
- Peso máximo al despegue: 1700 kg (3746,8 lb)
- Planta motriz: 1× Turborreactor Power Jets W.2/500.
  - Empuje normal: 3,8 kN (387 kgf; 854 lbf) de empuje.

### Rendimiento
- Velocidad máxima operativa (Vno): 750 km/h (466 MPH; 405 kt)
- Alcance: 660 km (356 nmi; 410 mi)
- Techo de vuelo: 9775 m (32 070 ft)
- Régimen de ascenso: 6,9 m/s (1358 ft/min)
- Carga alar: 124,9 kg/m² (25,6 lb/ft²)
- Empuje/peso: 0.23